# Зоран Динић
Прим. др Зоран Динић био је начелник Гинеколошко-акушерске службе од 1981. до 1983. године, а затим још у два мандата и то 1985. до 1988. и 1989. до 1990. године.

## Биографија
Рођен је 1935. године у Печењевцу. Медицински факултет завршио је у Београду 1962. године. Специјалистички испит из гинекологије и акушерства положио је у Београду 1970. године. Радио је као лекар специјалиста, шеф одсека, начелник службе и управник болнице до пензионисања 2000. године. Показао је интересовање и ентузијазам за организацију рада службе перинатологије и патологије трудноће. Са успехом је едуковао лекаре на специјализацији и био ментор из гинекологије и акушерства на Медицинском факултету у Нишу и Београду. Био је врло активан члан Подружнице СЛД у Лесковцу и у три мандатна периода члан председништва Гинеколошко-акушерске секције СЛД. Добитник је многих признања СЛД: спомен плакету 1996, Плакету ГАС 1986. и 1993, Повељу Подружнице СЛД 1997. Објавио је преко 25 научних радова. Добитник је и медаље „Др Никола Хаџи-Николић” за 1995. годину. Примаријус је од 1994. године.